# HMS Yarmouth (könnyűcirkáló)
A HMS Yarmouth a Brit Királyi Haditengerészet egyik Town osztályú könnyűcirkálója volt. A cirkálót a London & Glasgow Co. hajógyárában építették, ahonnan 1911. április 12-én bocsátották vízre. A hajó a Weymouth alosztály tagja volt.
Az első világháború kitörésekor a Yarmouth Kína partjainál állomásozott, de 1914 későbbi hónapjaiban részt vett a szövetséges kereskedőhajókra veszélyes német cirkáló, az SMS Emden üldözésében. Még 1914 októberében a brit cirkáló elfoglalt két német szénszállító hajót. 1914 decemberében a Yarmouth visszatért a hazai vizekre és csatlakozott a Nagy Flotta 2. könnyűcirkáló rajához. Nem sokkal később, 1915 februárjában áthelyezték a 3. könnyűcirkáló rajhoz. Ezzel a rajjal vett részt az 1916. május 31-én és június 1-jén lezajló jütlandi csatában is.
A Yarmouth túlélte a háborút, de 1929. július 2-án eladták ócskavasként a Rosyth-i Alloa South Breaking Company-nak.